# 5099 Iainbanks
5099 Iainbanks este un asteroid din centura principală de asteroizi.

## Descriere
5099 Iainbanks este un asteroid din centura principală de asteroizi. A fost descoperit pe 16 februarie 1985 la Observatorul La Silla de Henri Debehogne. Asteroidul prezintă o orbită caracterizată de o semiaxă mare de 2,48 ua, o excentricitate de 0,05 și o înclinație de 1,2° în raport cu ecliptica.